# Còdol Dret
Còdol Dret és una antiga colònia tèxtil, avui desapareguda sota les aigües del pantà de Sau, al municipi de les Masies de Roda (Osona), de la qual encara se'n pot observar algunes restes quan el nivell de l'aigua del pantà és baix. Havia esdevingut un nucli de població d'uns 300 habitants.

## Descripció
Per accedir a l'indret on hi havia la colònia s'ha d'agafar un trencall a l'esquerra de la carretera de Roda a Vic, a la sortida del nucli de Roda. Cal seguir paral·lel al riu fins a l'entrada de la colònia Salou, on el camí deixa d'estar asfaltat, travessar la colònia i continuar uns 400 metres riu avall. A part d'alguns dels murs de l'antiga fàbrica, l'element que es conserva millor és la resclosa. Es tracta d'una resclosa corbada d'uns 80 metres de llarg. El canal, actualment desaparegut, sortia a la banda esquerra. La resclosa està submergida quan el nivell de les aigües del pantà és alt. Tot i així, com que es troba en una zona encara elevada de l'embassament, la major part del temps la resclosa és visible, encara que amb el curs de l'aigua passant-li per damunt. La resta del conjunt de Còdol Dret (canal, fàbrica, colònia) ha desaparegut quasi del tot, engolit pel pantà.

## Història
Des dels anys 40 del segle xix s'aprofitava un antic molí a l'indret conegut com a Còdol Dret, per a filatura. El 1862 es va començar a construir una fàbrica de filats, i el 1871 Bosch, Llussà i Cia demanaren permís d'aprofitament hidràulic. L'aïllament de l'indret obligà a construir un petit nucli que el 1882 va rebre l'estatut de colònia. Ròmul Bosch i Alsina va adquirir la part dels altres socis i passà a ser l'únic propietari. Bosch fou qui va convertir Còdol Dret en una colònia desenvolupada que arribà a comptar amb dos carrers d'habitatges, escola, església, bar i torre del director. A finals del segle xix, a la fàbrica es filava i teixia gràcies a 4.362 fusos de filar i a 76 telers. Bona part de la mà d'obra femenina residia en els pobles veïns de Folgueroles, Tavèrnoles, Les Masies i Roda de Ter. Aquest fet donava a la colònia un caràcter més obert que altres colònies veïnes, com és ara Salou.
L'any 1923 els fills s'integraren a l'empresa, la qual es va constituir com Fábricas de Rómulo Bosch, S.A. El fill petit, Ròmul Bosch i Catarineu hi exercia el càrrec de gerent. El 1929, amb l'inici de la crisi cotonera i després de cinc anys essent una empresa familiar, Còdol Dret s'adherí al grup Unión Industrial Algodonera, S.A. (UIASA), un grup format per dotze fàbriques. La fàbrica va estar a punt de desaparèixer, però gràcies a la intervenció dels consistoris municipals de Roda i les Masies es va evitar un tancament que hauria suposat un daltabaix a les dues poblacions.
Una bona part de la fàbrica es va cremar el febrer de 1939 a conseqüència del seu posicionament com a assentament republicà durant la Guerra Civil. Després d'unes reformes, la fàbrica tornà a posar-se en funcionament. L'any 1940 va patir uns aiguats que produïren incomptables pèrdues. El 1944, després que els nombrosos problemes per l'escassetat de cotó i d'energia elèctrica fessin que la Union Industrial Algodonera vengués algunes de les seves fàbriques, el prohom franquista Julio Muñoz Ramonet va adquirir el grup d'empreses restants, i passà a anomenar-se UNITESA. L'any 1960 hi havia uns tres-cents habitants. Muñoz va dirigir Còdol Dret fins al seu tancament definitiu el 1964, quan les aigües del pantà de Sau cobriren la pràctica totalitat de la colònia.